# Édouard Vallot
Édouard Vallot de Maignan, né en 1637 à Paris, et mort dans la même ville le 3 septembre 1705, est un prélat français, évêque de Nevers.

## Biographie
Édouard Vallot est fils d'Antoine Vallot, sieur de Magnan et d'Audeville, premier médecin du roi Louis XIV, et de Catherine Gayant. Il est pourvu de l'abbaye  Saint-Aubin des Bois, au diocèse de Saint-Brieuc, en 1653. En 1658, il obtient également en commende l'abbaye de Saint-Maurin au diocèse d'Agen, et il prend possession de l'abbaye de Nogent-sous-Coucy en 1660.
Docteur en théologie de la maison de Sorbonne, Édouard Vallot est en outre prieur commendataire de Saint-Révérien, mais il se démet de ce dernier bénéfice en faveur d'Eustache de Chéry, lorsque ce dernier lui résigne l'évêché de Nevers en 1666. Il est nommé le 8 septembre 1666, et il est consacré le 26 août 1667 dans la chapelle de la Sorbonne par Louis-Henri de Pardaillan de Gondrin (1620-1674), archevêque de Sens, assisté de Pierre de Broc, évêque d'Auxerre, et de Jean de Maupeou, évêque de Châlons.
Entre 1675 et 1680, il fait construire une agréable demeure à Urzy, sur la rive gauche de la Nièvre, à proximité de l'église. Cette demeure figure depuis sur le blason des évêques de Nevers.
En 1678 arrive à Nevers le père Nicolas-Joseph Poisson (1637-1710), à qui il donnera tout sa confiance, lequel, au dire de l'oratorien Batterel, il ne manquait que le titre de grand-vicaire, que l'évêque n'osa lui donner pour ne pas froisser la cour.
Vers 1687, Édouard Vallot enlève la direction de son séminaire aux chanoines réguliers de l'abbaye Saint-Martin de Nevers, et la donne aux prêtres de l'Oratoire, sans doute à l'instigation du père Poisson, janséniste notoire, qui avait l'oreille de l'évêque et qui prit pendant vingt ans une large part au gouvernement du diocèse.
En 1688, il donne l'habit aux premières sœurs de la Charité de Nevers et approuve la règle de la congrégation en 1698. 
Il démissionne en juin 1705 en faveur du suivant d'Édouard Bargedé qu'il venait de choisir comme coadjuteur et se retire à Paris, où il meurt le 3 septembre 1705. Il est inhumé dans le sanctuaire des religieuses de l'Ave Maria du côté de l'épître.

## Armoiries et sceau
« D'azur, au chevron accompagné en chef de deux étoiles et en pointe un rameau de chêne portant trois glands, le tout d'or. »
Son sceau porte le blason ci-dessus, surmonté d'une mitre, d'une crosse et d'un chapeau.